# Cotisó

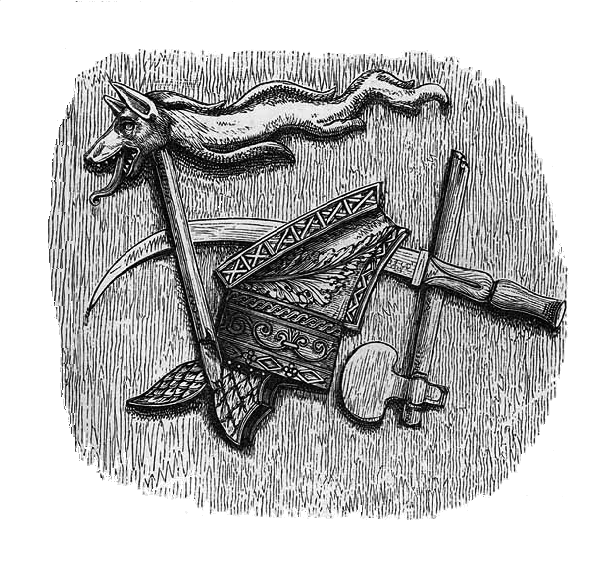
Símbols dacis.

Cotisó (Cotiso) fou segons Florià i Horaci, rei dels dacis. Fou derrotat pel general Lèntul durant el regnat d'August. Suetoni el fa rei dels getes (getae), i diu que August li va prometre a la seva filla Júlia en matrimoni, i al seu torn li va demanar a la seva filla en matrimoni.